# Grelin
Grelin (angl. ghrelin = akronim angleškega imena Growth Hormone Release Inducing) je hormon, ki povečuje občutek lakote ter nastaja v P/D1-celicah v svodu želodca ter v celicah epsilon v Langerhansovih otočkih. Koncentracija grelina naraste pred obrokom, po njem pa se sproščanje zavre.
V manjši meri se sprošča tudi iz hipotalamusa, in sicer v arkuatnem jedru, ter stimulira sproščanje rastnega hormona iz nevrohipofize..